# Malungon
Malungon è una municipalità di prima classe delle Filippine, situata nella Provincia di Sarangani, nella regione di Soccsksargen.
Malungon è formata da 31 baranggay:
- Alkikan
- Ampon
- Atlae
- Banahaw
- Banate
- Blaan
- Datal Batong
- Datal Bila
- Datal Tampal
- J.P. Laurel
- Kawayan
- Kibala
- Kiblat
- Kinabalan
- Lower Mainit
- Lutay

- Malabod
- Malalag Cogon
- Malandag
- Malungon Gamay
- Nagpan
- Panamin
- Poblacion
- San Juan
- San Miguel
- San Roque
- Talus
- Tamban
- Upper Biangan
- Upper Lumabat
- Upper Mainit